# Wolfgang Kleiber (Geodät)
Wolfgang Kleiber (* 31. März 1943 in Berlin) ist ein deutscher Sachverständiger für Grundstückswertermittlungen.

## Berufliches Wirken
Kleiber studierte an der Technischen Universität Berlin Geodäsie mit dem Abschluss Diplom-Ingenieur. Nach einer Tätigkeit bei der Deutschen Bundesbahn, der hessischen Kataster- und Vermessungsverwaltung und im Hochschulbereich wurde er Bundesbeamter und stieg zum Ministerialrat und Leiter des Referates für das „Besondere Städtebaurecht des BauGB, Bodenpolitik und Wertermittlung“ im damaligen Bundesbauministerium (BMBau) und späteren Bundesministerium für Verkehr, Bau und Stadtentwicklung (BMVBS) auf. In dieser Funktion war er jahrelang für die deutschen Vorschriften zur Wertermittlung von Grundstücken zuständig.
Er hat zahlreiche Publikationen und Standardwerke zur Wertermittlung verfasst. Kleiber ist Fellow der Royal Institution of Chartered Surveyors (FRICS). Er lehrte als Professor an der Hochschule Anhalt (Hochschule für angewandte Wissenschaften) und war Dozent an mehreren weiteren Hochschulen, z. B. der Bergischen Universität Wuppertal und der European Business School in Oestrich-Winkel.
Nach seiner Pensionierung gründete er das Sachverständigenbüro VALEURO Kleiber und Partner. Kleiber ist Mitherausgeber der Fachzeitschrift Grundstücksmarkt und Grundstückswert (GuG).

## Veröffentlichungen (Auswahl)
- Verkehrswertermittlung von Grundstücken, Kommentar und Handbuch zur Ermittlung von Marktwerten (Verkehrswerten) und Beleihungswerten sowie zur steuerlichen Bewertung unter Berücksichtigung der ImmoWertV. 8., vollständig neu bearbeitete Auflage, Bundesanzeiger Verlag, Köln 2017, ISBN 978-3-8462-0680-5.
- Marktwertermittlung nach ImmoWertV. 7. Auflage. Bundesanzeiger Verlag, Köln 2012, ISBN 978-3-89817-690-3.
- (Hrsg.): Entscheidungssammlung zum Grundstücksmarkt und zur Grundstückswertermittlung – EzGuG –. Loseblatt, Luchterhand, Köln, ISBN 978-3-472-00431-8.